# کیکونای، هوکایدو
کیکونای، هوکایدو (به لاتین: Kikonai, Hokkaido) یک منطقهٔ مسکونی در ژاپن است که در Kamiiso District واقع شده‌است.
 کیکونای ۲۲۱٫۸۸ کیلومترمربع مساحت و ۵٬۵۳۱ نفر جمعیت دارد.

## خواهرخوانده
شهر تسورواوکا، یاماگاتا خواهرخواندهٔ کیکونای، هوکایدو هست.